# Mesoregion Nordwest-Goiás
Nordwest-Goiás (port.: Norte Goiano) war eine von fünf intern-geostatistischen Mesoregionen im brasilianischen Bundesstaat Goiás von 1989 bis 2017. Sie gehörte nicht zu den Verwaltungseinheiten Brasiliens und wurde 2017 durch eine andere Regionaleinteilung ersetzt. Sie grenzte im Westen an den Bundesstaat Mato Grosso, im Norden an Tocantins und in Goiás an die Mesoregionen Nord-, Zentral- und Süd-Goiás und umfasste 23 Gemeinden (port: municípios), welche sich in den drei Mikroregionen gruppierten:
Die westliche Grenze zum Bundesstaat Mato Grosso wurde durch den Rio Araguaia markiert und von Osten bis Süden durch die Serra Dourada.
| Mikroregion            | Gemeinden              |
| ---------------------- | ---------------------- |
| São Miguel do Araguaia | Crixás                 |
| São Miguel do Araguaia | Mozarlândia            |
| São Miguel do Araguaia | Mundo Novo             |
| São Miguel do Araguaia | Nova Crixás            |
| São Miguel do Araguaia | Novo Planalto          |
| São Miguel do Araguaia | São Miguel do Araguaia |
| São Miguel do Araguaia | Uirapuru               |
| Río Vermelho           | Araguapaz              |
| Río Vermelho           | Aruanã                 |
| Río Vermelho           | Britânia               |
| Río Vermelho           | Faina                  |
| Río Vermelho           | Goiás Velho            |
| Río Vermelho           | Itapirapuã             |
| Río Vermelho           | Jussara                |
| Río Vermelho           | Matrinchã              |
| Río Vermelho           | Santa Fé de Goiás      |
| Aragarças              | Aragarças              |
| Aragarças              | Arenópolis             |
| Aragarças              | Baliza                 |
| Aragarças              | Bom Jardim de Goiás    |
| Aragarças              | Diorama                |
| Aragarças              | Montes Claros de Goiás |
| Aragarças              | Piranhas               |